# 1-Ethyl-2-pyrrolidon
1-Ethyl-2-pyrrolidon (auch N-Ethyl-2-pyrrolidon oder NEP) ist eine chemische Verbindung aus der Stoffgruppe der Lactame.

## Gewinnung und Darstellung
1-Ethyl-2-pyrrolidon erhält man durch die Alkylierung von γ-Butyrolacton mit Ethylamin (MEA).

## Vorkommen
Neben vielen anderen Derivaten von 2-Pyrrolidon wurde auch 1-Ethyl-2-pyrrolidon in Zigarettenrauch nachgewiesen.

## Eigenschaften und Verwendung
1-Ethyl-2-pyrrolidon ist eine brennbare, schwer entzündbare, farblose bis gelbliche Flüssigkeit mit aminartigem Geruch, die sowohl mit Wasser als auch mit den meisten organischen Lösungsmitteln vollständig mischbar ist. Sie kann daher als hoch polares, aprotisches Lösungsmittel, Extraktionsmittel, Reinigungs- und Entfettungsmittel und Dispergiermittel verwendet werden.
Da die anwendungstechnischen Daten vergleichbar mit denen von N-Methyl-2-pyrrolidon  (NMP) sind, bei vermeintlich günstigeren toxikologischen Eigenschaften, wurde 1-Ethyl-2-pyrrolidon als Substitutionsprodukt für NMP eingesetzt. Weitergehende Untersuchungen zeigten jedoch, dass die schädlichen Wirkungen von NEP und NMP vergleichbar sind. 1-Ethyl-2-pyrrolidon ist in der 5. Änderungsverordnung zur CLP-Verordnung gelistet und wird in die gleiche CMR-Kategorie wie NMP eingeordnet. Die EU hat 2025 ein Verbot beschlossen.

## Sicherheitshinweise
Die Dämpfe von 1-Ethyl-2-pyrrolidon können mit Luft ein explosionsfähiges Gemisch (Flammpunkt 91 °C, Zündtemperatur 245 °C) bilden.